# Triângulo Dourado (Algarve)

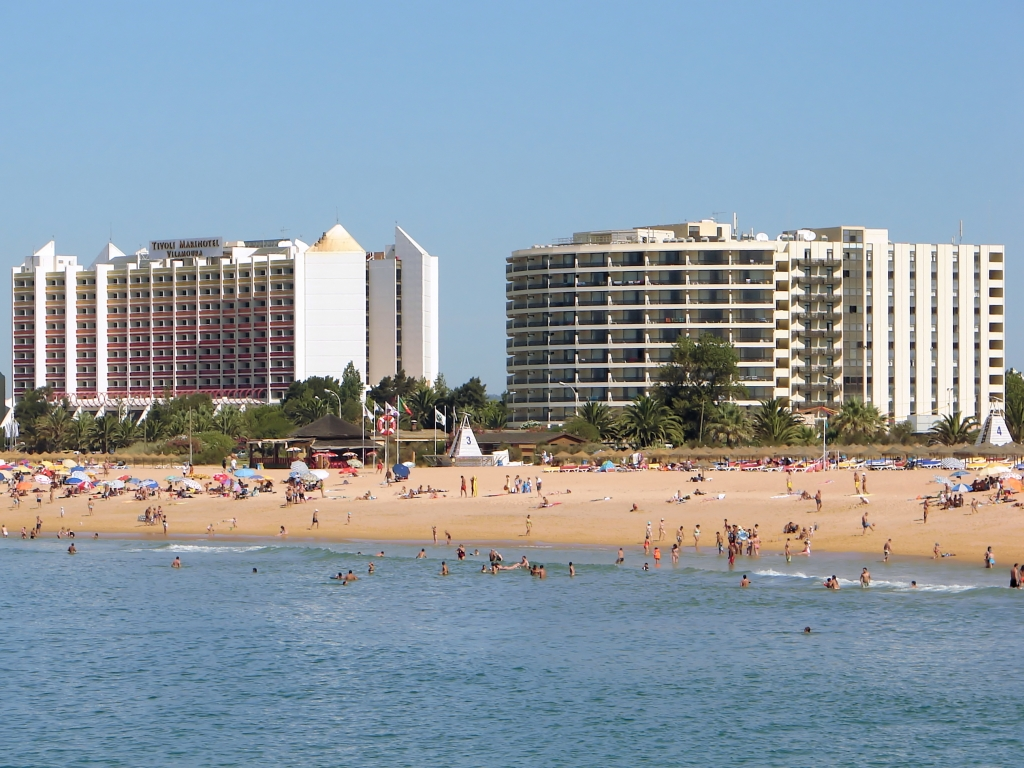
Vilamoura tem tanto prestígio nacional como internacional. Aqui encontram-se vários resorts e restaurantes de luxo, assim como um casino e uma grande marina onde atracam vários iates.

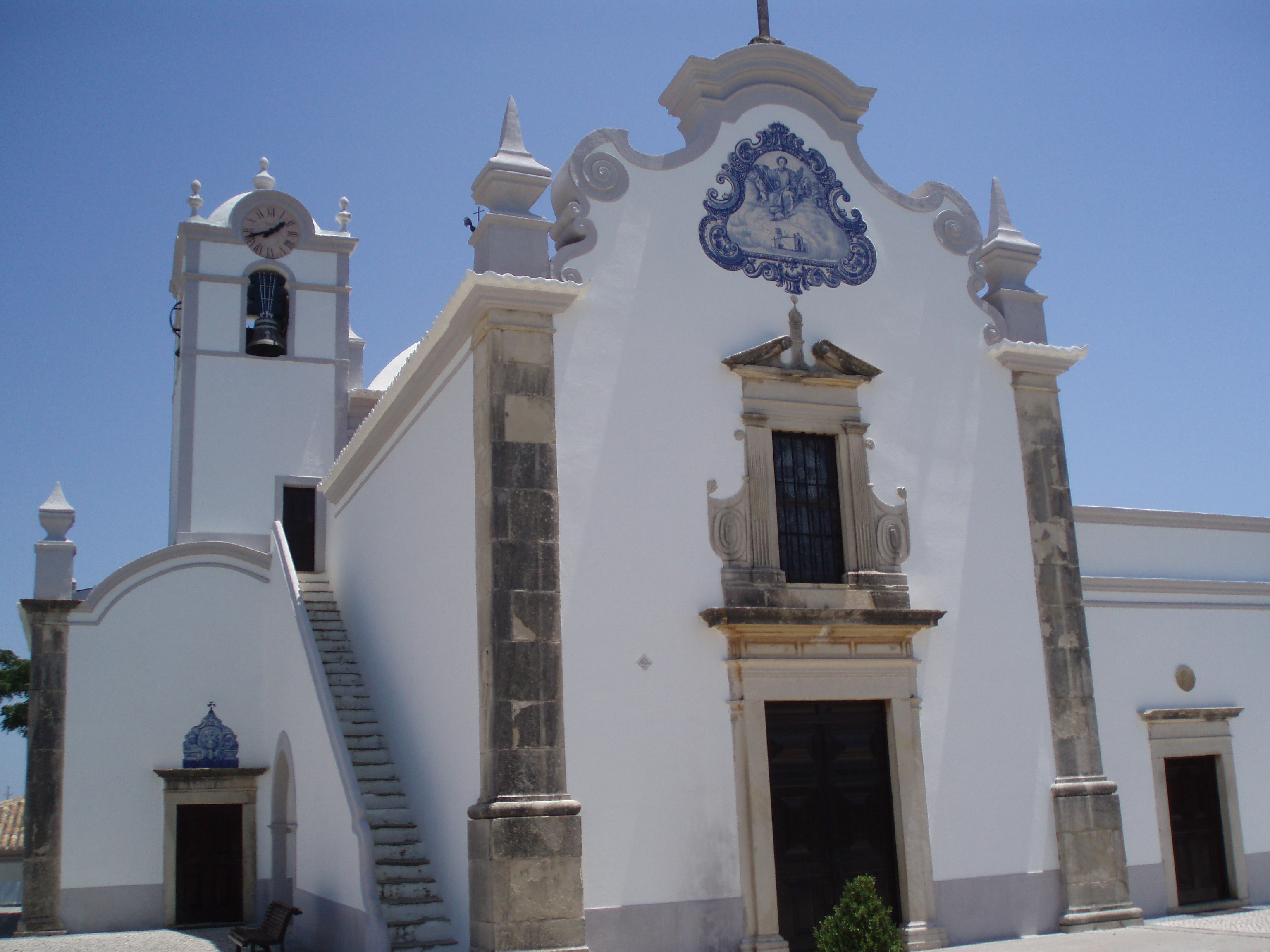
Apesar de Almancil não ser conhecida pelo seu luxo quando comparado com Vilamoura, aqui encontra-se um grande património cultural, como a Igreja de São Lourenço.

O Triângulo Dourado é o nome dado à zona abastada na região do Algarve, no sul de Portugal, em redor da cidade de Faro, capital desta região. É a zona onde se encontra a maioria das propriedades com os preços mais altos desta região. Esta zona localiza-se a 15 km a oeste do Aeroporto de Faro, é banhada pelo Oceano Atlântico e goza de bastante sol na maior parte do ano e de um clima agradável, mesmo no inverno. Famosa pelos seus resorts de luxo e restaurantes com estrelas Michelin, está localizada entre três pontos:
- Vilamoura
- Almancil
- Resorts de luxo, Quinta do Lago e Vale do Lobo

Estes três pontos estão relativamente próximos, sendo possível viajar entre eles em menos de 15 minutos, e localizam-se todas no concelho de Loulé.
Vilamoura é um dos destinos turísticos mais populares em Portugal, abrigando uma grande marina de iates, casino e vários resorts / Hotéis de 5 estrelas.
Almancil é o lar de três restaurantes com estrelas Michelin, enquanto Vilamoura tem um. Esta vila, em si não é considerada tão luxuosa como Vilamoura, no entanto dois dos mais prestigiados resorts de Portugal e da Europa, encontram-se nesta freguesia.
A Quinta do Lago é um resort de luxo que se estende por cerca de 645 hectares de terreno com pinhais e lagos, cercado por praias. Oferece uma combinação de serviços sofisticados, um estilo de vida exclusivo e privacidade total, no coração de alguns dos campos de golfe mais prestigiados da Europa.
O Vale do Lobo, uma comunidade de luxo independente, ocupa uma área de cerca de 450 hectares e possui aproximadamente 1 500 propriedades. O resort conta com dois campos de golfe, spa e instalações desportivas perto da praia.
Tanto a Quinta do Lago tanto o Vale do Lobo  já sediaram o Open de Portugal, parte do PGA European Tour, em 1976, 1984-1986, 1988, 1989, 1990 e 2001–2003.